# Sherbrooke (métro de Montréal)
Pour les articles homonymes, voir Sherbrooke (homonymie).
Sherbrooke est une station sur la ligne orange du métro de Montréal dans l'arrondissement du Plateau-Mont-Royal.

## La station
On peut accéder à la station par l'édifice de l'Institut de tourisme et d'hôtellerie du Québec, situé entre les rues Saint-Denis et Berri, également adjacent au carré Saint-Louis, et par une entrée sur le côté est de la rue Berri, entre les avenues Cherrier et Sherbrooke. Le quai d'embarquement se singularise par ses plafonds très élevés et le revêtement en tuiles jaunes de ses murs.

## Origine du nom
La station de métro Sherbrooke est nommée en l'honneur de Sir John Coape Sherbrooke (1764–1840), militaire et lieutenant-gouverneur de la Nouvelle-Écosse (1812–1816), puis gouverneur en chef de l'Amérique du Nord britannique (1816–1818)
Sur les plans originaux de 1964, la station devait s'appeler Cherrier à cause de la rue du même nom à proximité.

## Lignes de bus
| Numéros | Noms                             | Service          |
| ------- | -------------------------------- | ---------------- |
| 24      | Sherbrooke                       | De Jour          |
| 30      | Saint-Denis/Saint-Hubert         | De Jour          |
| 144     | Avenue des Pins                  | De Jour          |
| 356     | Lachine/YUL-Aéroport/Des Sources | De Nuit          |
| 360     | Avenue des Pins                  | De Nuit          |
| 361     | Saint-Denis                      | De Nuit          |
| 427     | Express Saint-Joseph             | Heures de pointe |

## Édicules
- Édicule A: 3580, rue Berri
- Édicule B: 3585, rue Berri

L'édicule A comporte une seule sortie vers la rue Berri.
L'édicule B comporte trois sorties: Une vers la rue Berri, une vers la rue de Rigaud et la dernière vers la rue des Malines. Il relis aussi l'Institut de tourisme et d'hôtellerie du Québec.

## Principales intersections à proximité
- rue Berri / rue Cherrier

## Centres d'intérêt à proximité
- Édifice C.H.Q. Gouvernement du Québec - Bureau des services sociaux Centre-Ville
- École Cherrier
- Institut de tourisme et d'hôtellerie du Québec
- Rue Saint-Denis
- Fusiliers Mont-Royal
- Centre du Théâtre d'Aujourd'hui
- Théâtre de Quat'Sous
- Maison des écrivains
- Théâtre La Chapelle